# Маурицхёйс
Королевская галерея Маурицхёйс (нидерл. Mauritshuis, дословно дом Морица) — художественная галерея в Гааге, Нидерланды.
Небольшой дворец возле Бинненхофа был выстроен в 1634–1641 годах по заказу наместника Голландской Бразилии, Иоганна-Морица Нассау-Зигенского по проекту архитекторов Якоба ван Кампена и Питера Поста. В 1704 году дворец сгорел и впоследствии был восстановлен, но уже без купола.
В 1820 году королевство Нидерланды выкупило дом Морица с целью размещения в нём королевского собрания искусства и древностей. Музей распахнул свои двери два года спустя. С 1875 года в здании размещается знаменитая картинная галерея с небольшим, но значительным по качеству собранием картин голландских художников «золотого века» — Яна Вермеера, Рембрандта ван Рейна, Яна Стена, Паулюса Поттера и Франса Халса. Также в галерее выставлено несколько работ Гольбейна Младшего.
С 1889 по 1909 год директором галереи был выдающийся голландский историк искусства и мастер атрибуции картин Абрахам Бредиус.
Маурицхёйс оставался государственным музеем до тех пор, пока не был передан в распоряжение специализированного фонда в 1995 году. Ныне это один из наиболее посещаемых музеев в Нидерландах.

Шедевры собрания
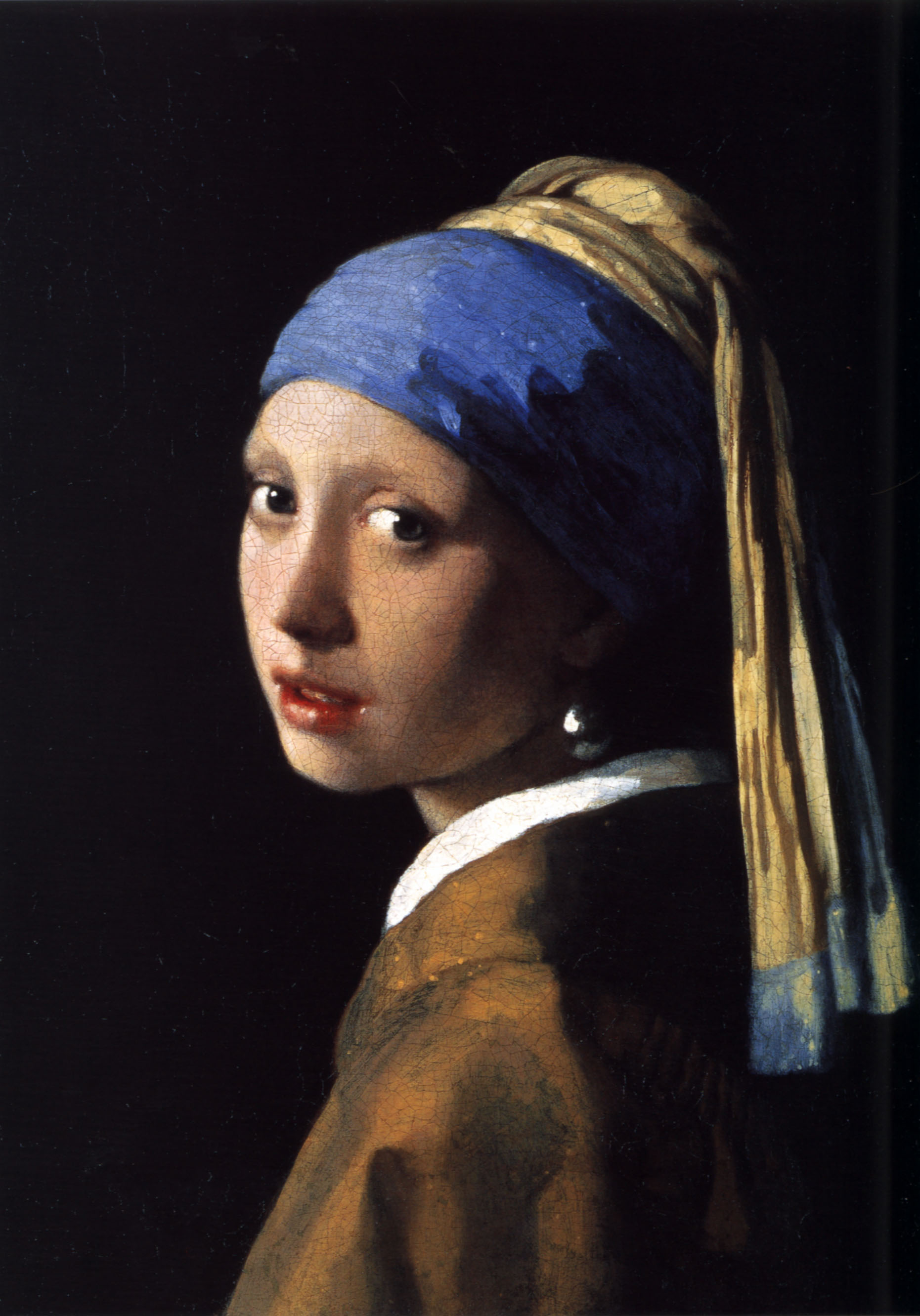
Вермеер, Девушка с жемчужной серёжкой 1665
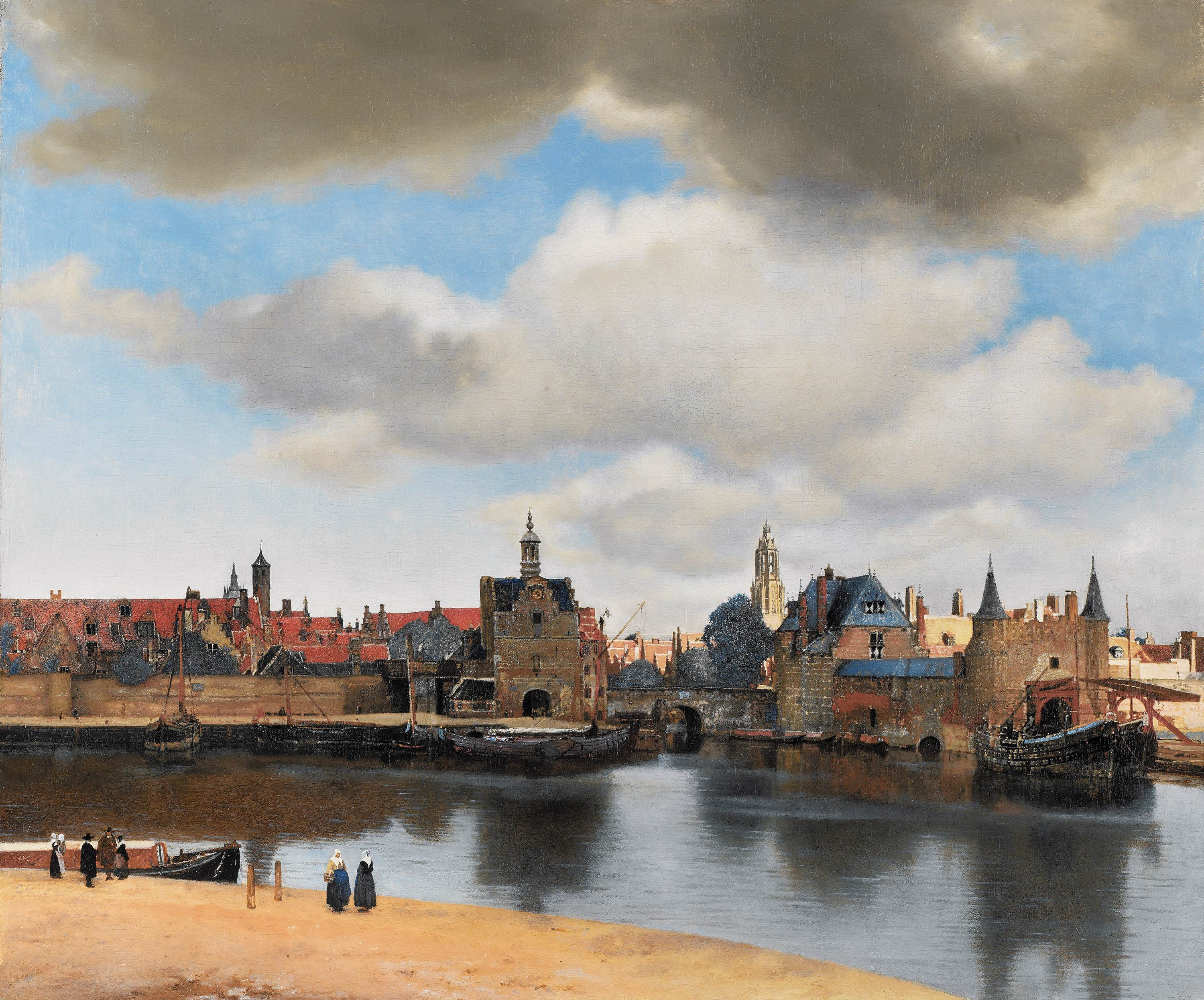
Вермеер, Вид Дельфта 1660/1661
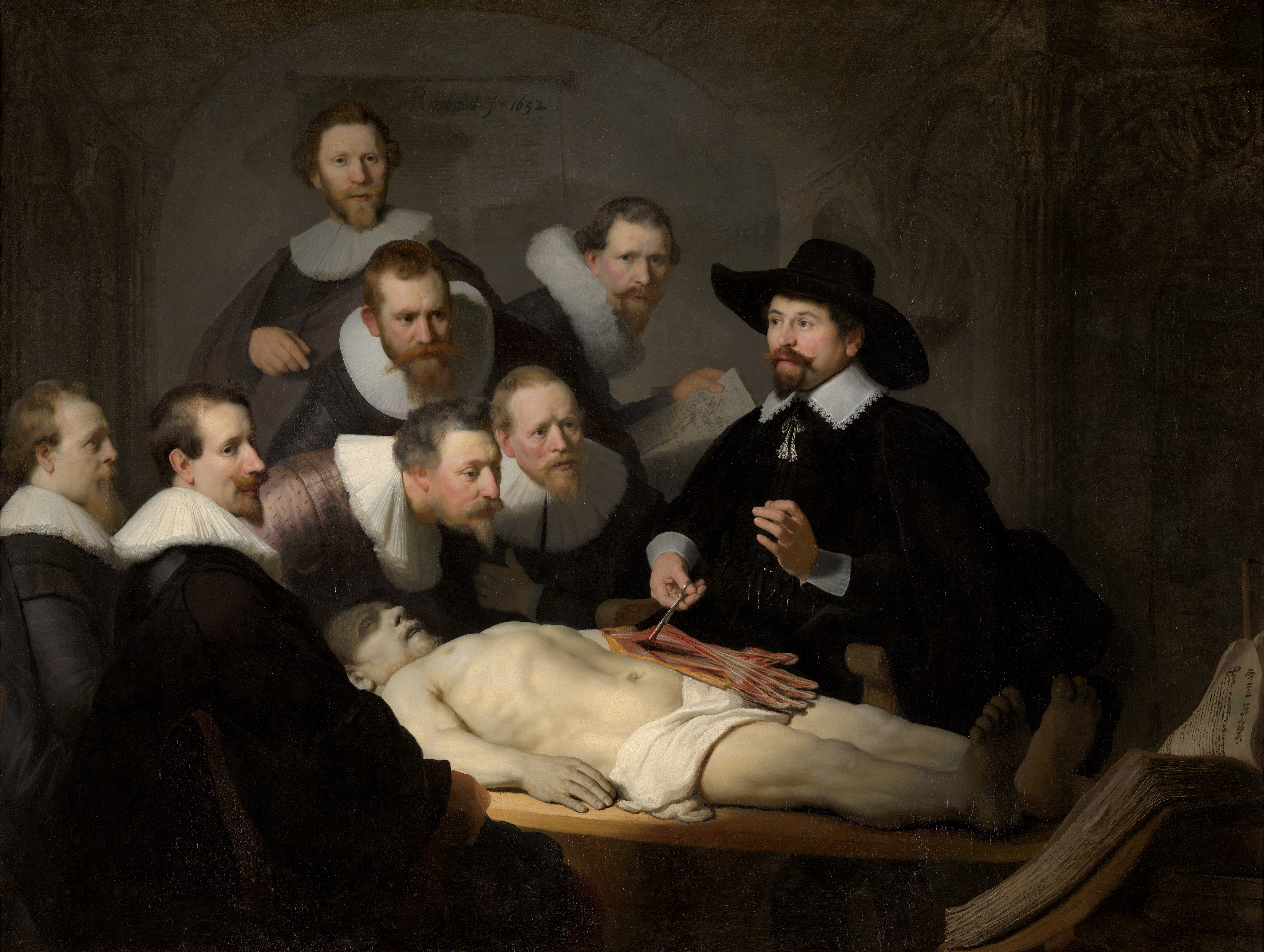
Рембрандт, Урок анатомии доктора Тульпа 1632
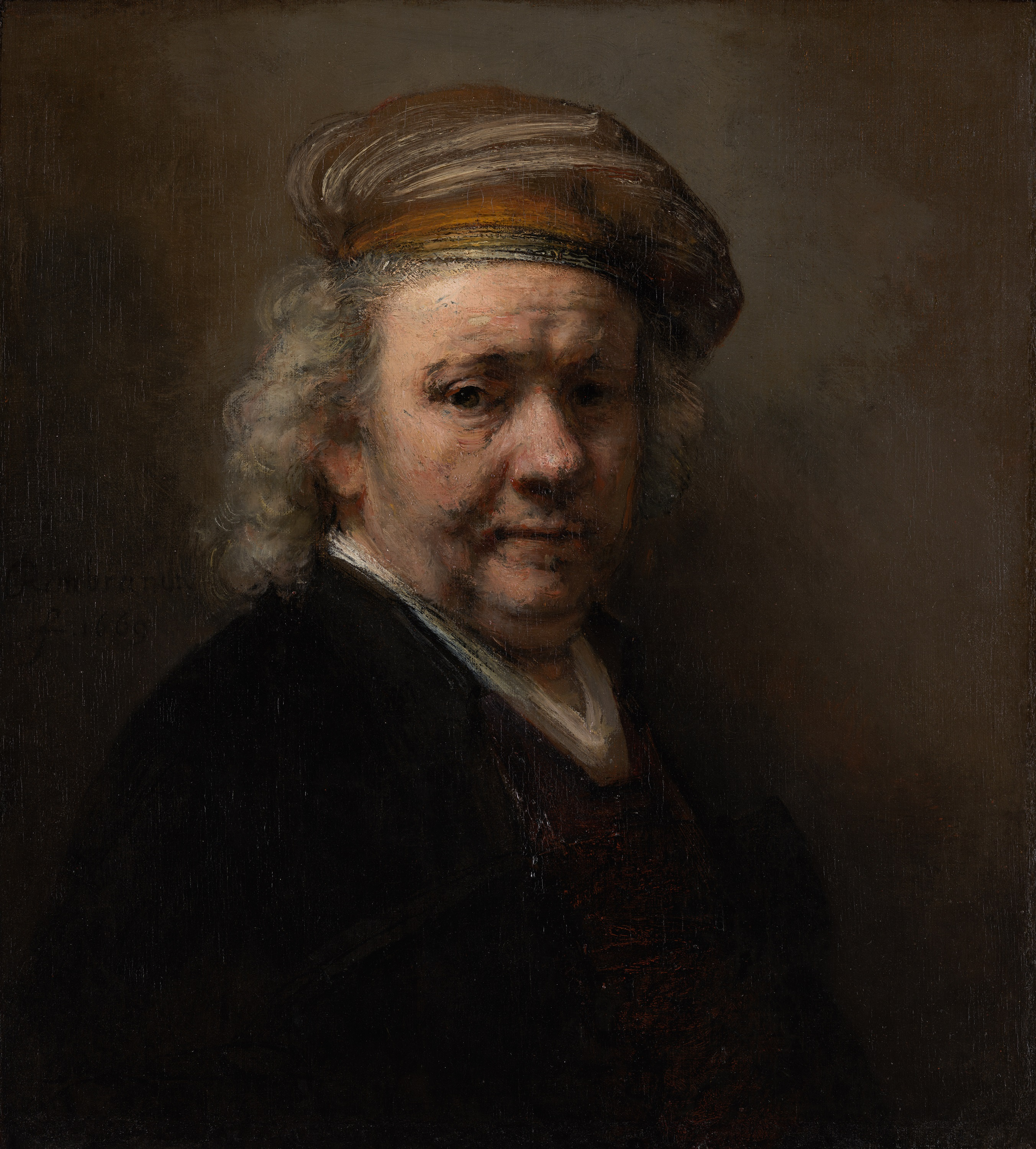
Рембрандт, Автопортрет 1669
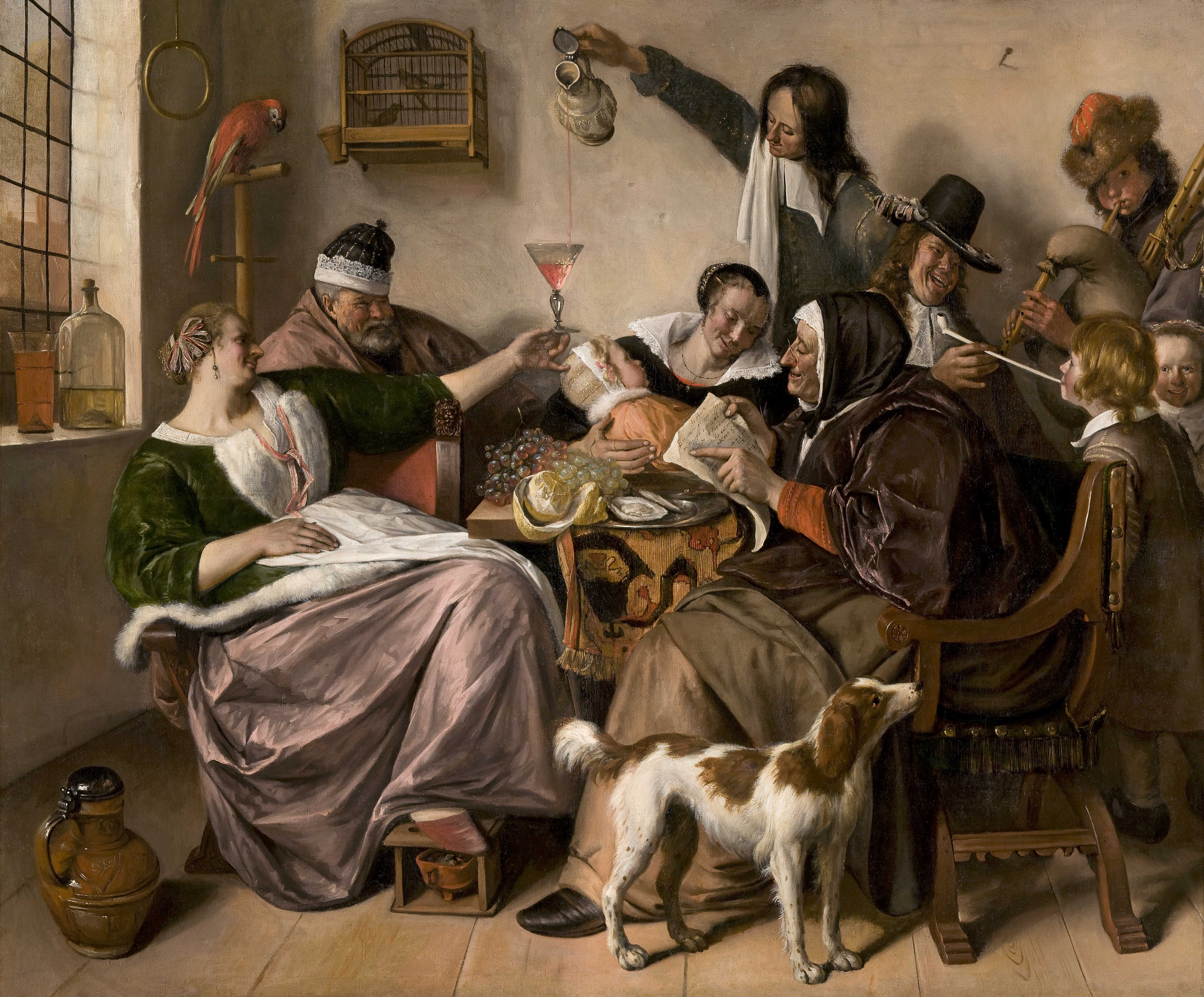
Ян Стен, Как слышится, так и поется 1665
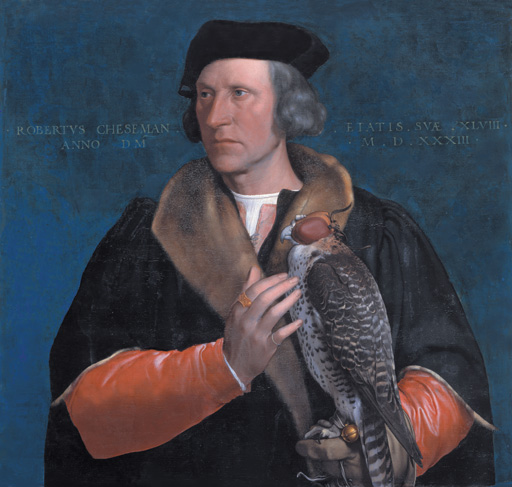
Ганс Гольбейн Младший, Портрет Роберта Чесмена 1533
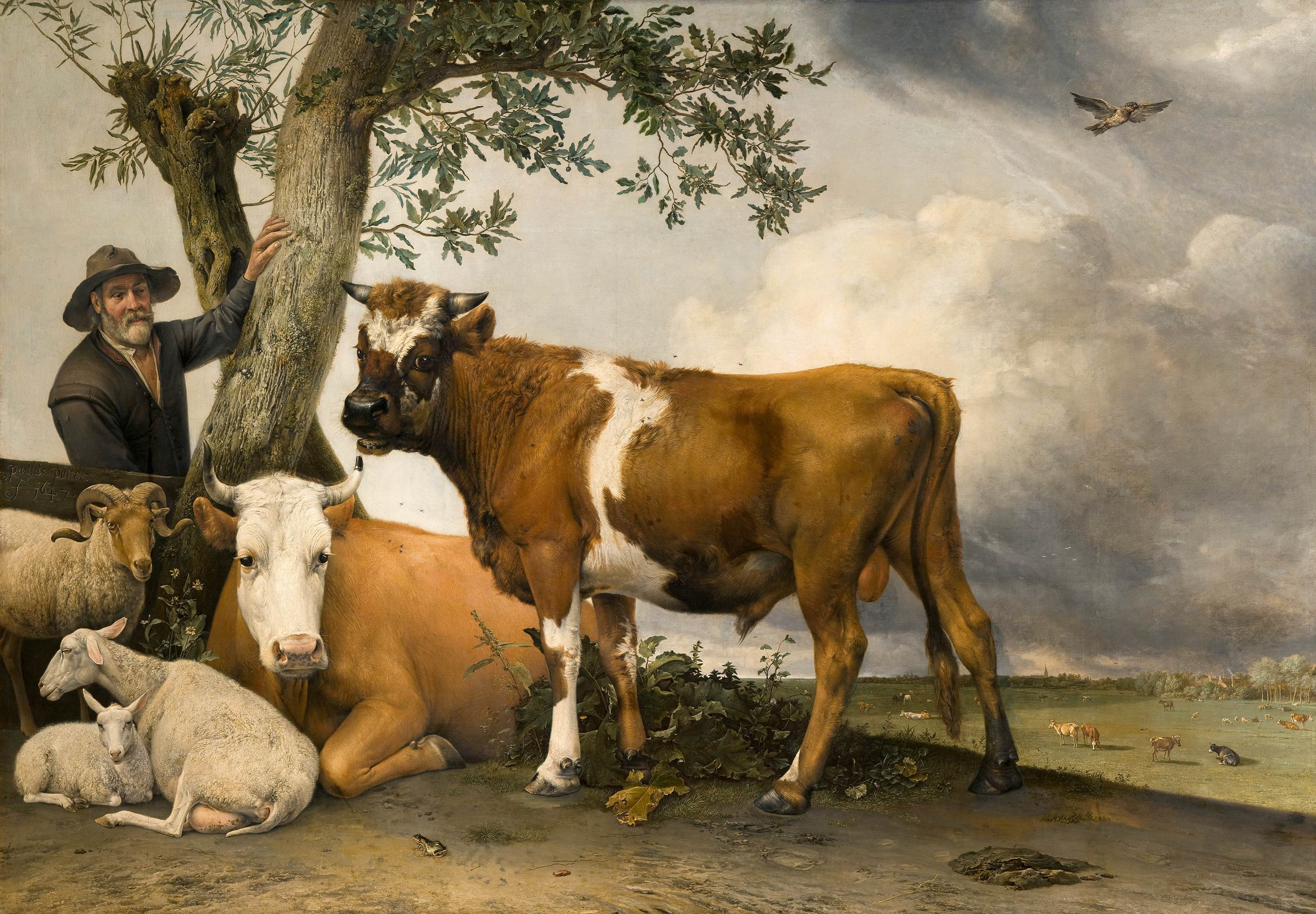
Паулюс Поттер, Бык 1647
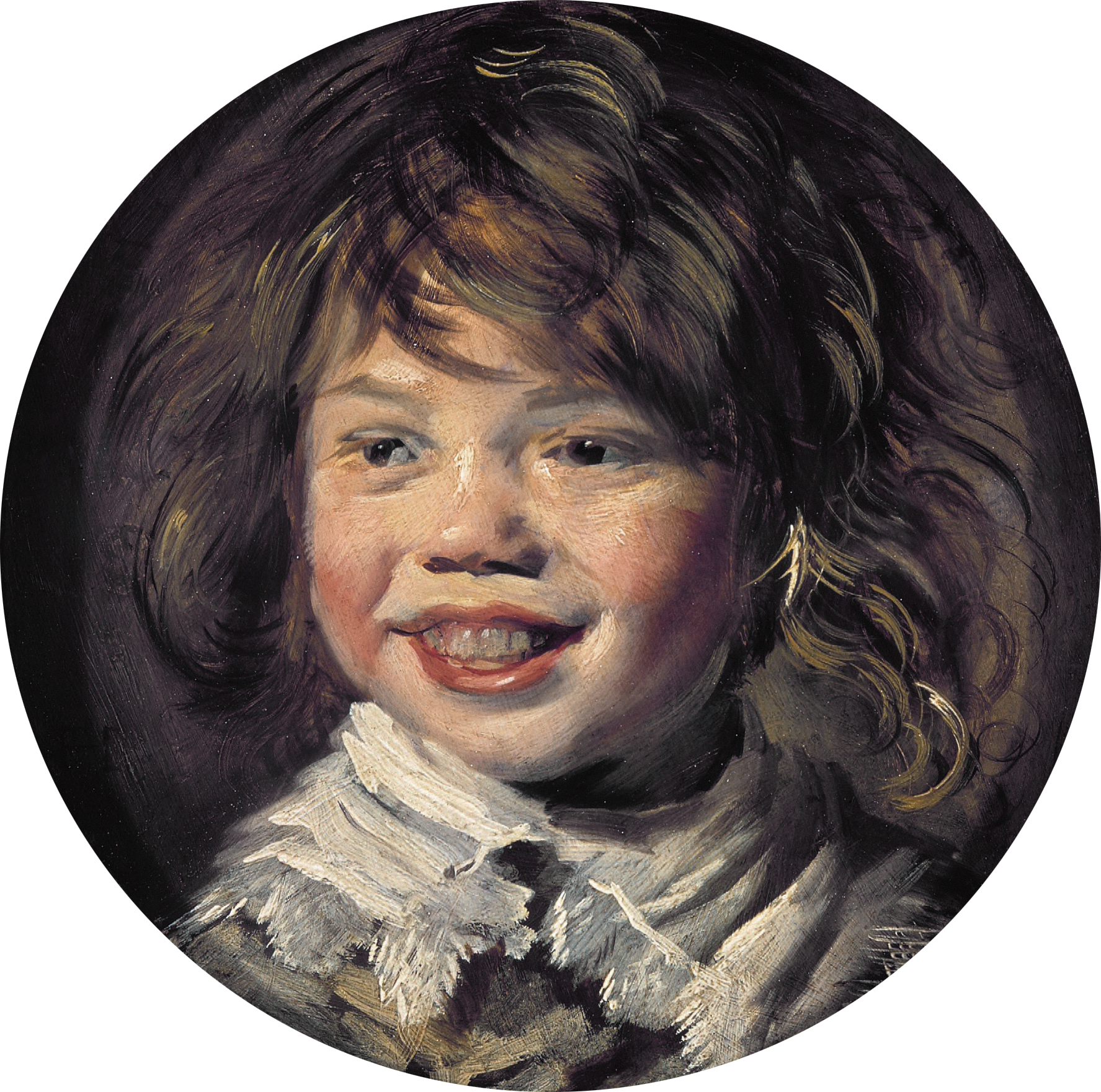
Франс Халс, Смеющийся мальчик 1625
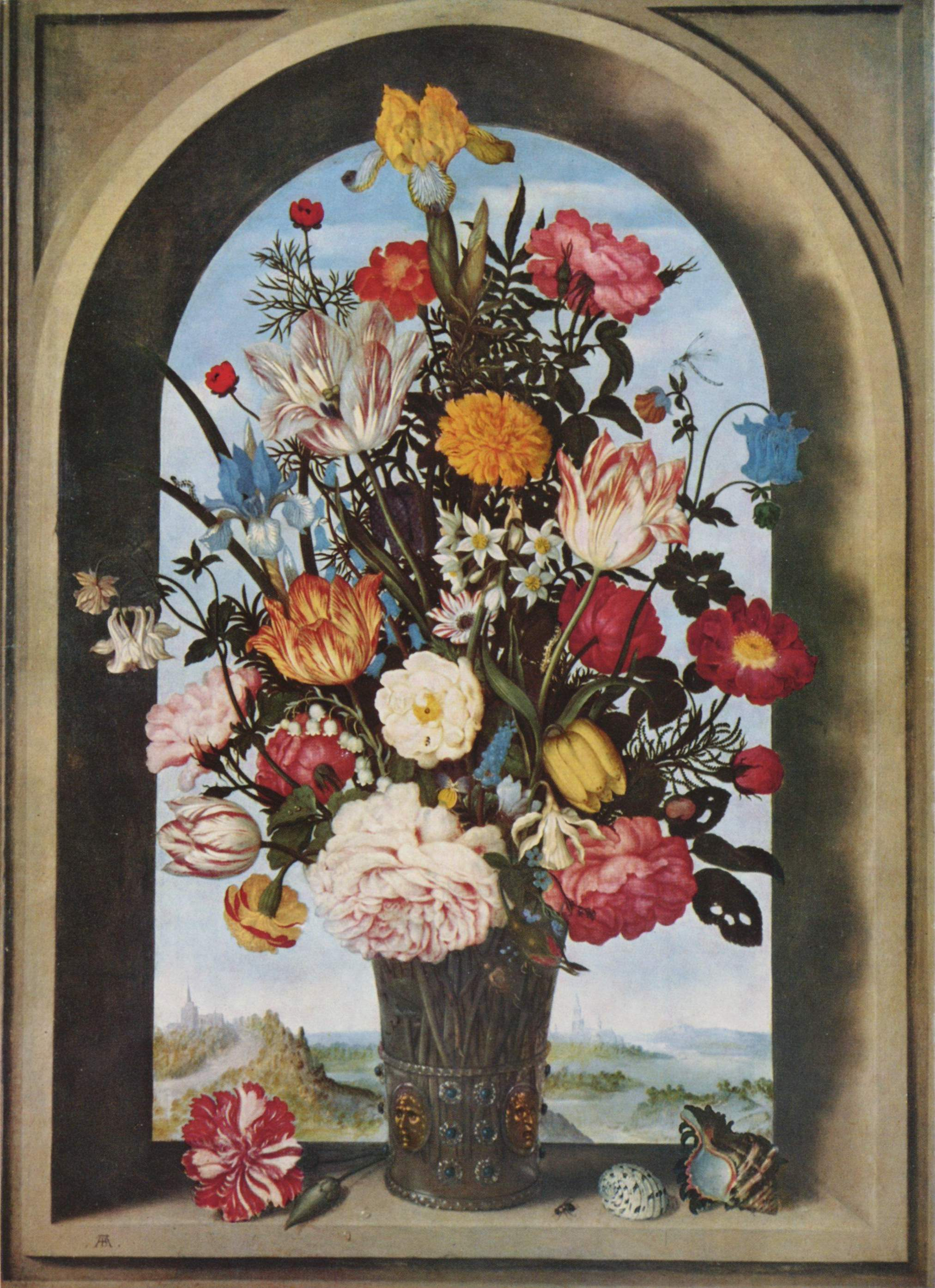
Амброзиус Босхарт Старший, Ваза с цветами в окне 1618